# Pemetefű-busalepke
A pemetefű-busalepke (Carcharodus flocciferus) a busalepkefélék családjába tartozó, Európában, Nyugat- és Közép-Ázsiában honos lepkefaj. 

## Megjelenése
A pemetefű-busalepke szárnyfesztávolsága 2,7-3,4 cm. Alapszíne barnásszürke, némi ibolyás árnyalattal és sötétebb barna márványozással. Az elülső szárnyak közepén foltokból álló széles barna harántsáv húzódik, amelynek belső határa elmosódik, külső szegélye domború, éles. A szárnyak széle felé viszonylag nagy, áttetsző-fehéres, szögletes foltok találhatók. A hátulsó szárnyon egy nagyobb fehér (ez különbözteti meg a mályva-busalepkétől) és 1-3 kisebb fehér pötty látható. Az elülső szárny fonákján a barna, a hátulsóén az ibolyásszürke az alapszín, elszórt fehér foltokkal. A szárnyak szélén hosszú fehér csíkok, nyílhegyszerű foltok vannak, amelyek a szárnyszegély rojtjait is átszelik. A csápbunkó vége tompa.
A pete gömbölyű, barnás, hosszában bordázott.
A hernyó rövid, zömök; feje fekete; hosszú fehér szőrökkel díszített teste galambszürke, elmosódott pontozott hátvonallal.
Változékonysága nem számottevő.

### Hasonló fajok
A tisztesfű-busalepke és a mályva-busalepke hasonlít hozzá.

## Elterjedése
Európában (a Brit-szigetek és Skandinávia kivételével), valamint Nyugat- és Közép-Ázsiában (egészen az Altajig) honos. Magyarországon nem ritka, szórványosan az egész országban megtalálható. 

## Életmódja
Nedves, tápanyagszegény réteken, lápréteken fordul elő, a hegyekben 2200 méterig is hatolhat. Dél-Európában és Magyarországon két generációja is felnő évente (az imágók repülési ideje május eleje-június közepe és július közepe-szeptember közepe), míg északabbra (Németországban) a második generáció csak néha kel ki a bábból. A nőstények a tápnövény (többnyire orvosi tisztesfű, néha más Stachys vagy pemetefű (Marrubium) fajok) leveleinek felső oldalára rakják le petéiket. A kikelő hernyók a levelekből kis búvóhelyet szőnek maguknak. A második generáció hernyói félig fejlett állapotban áttelelnek és a következő év április-májusában bebábozódnak. 

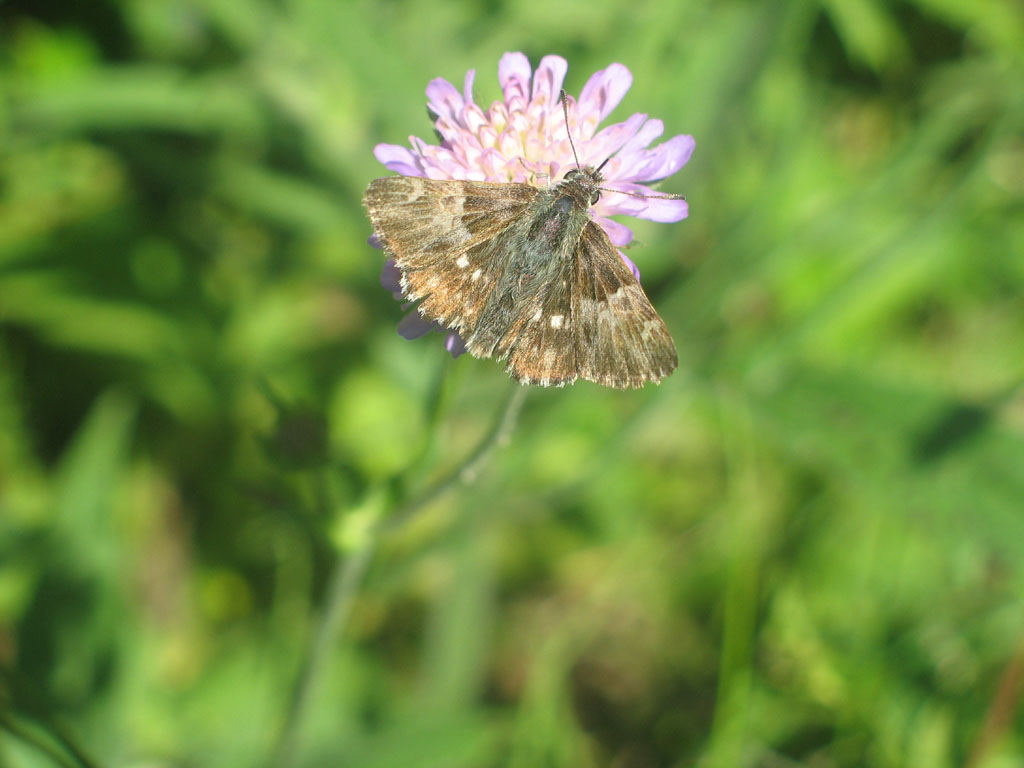
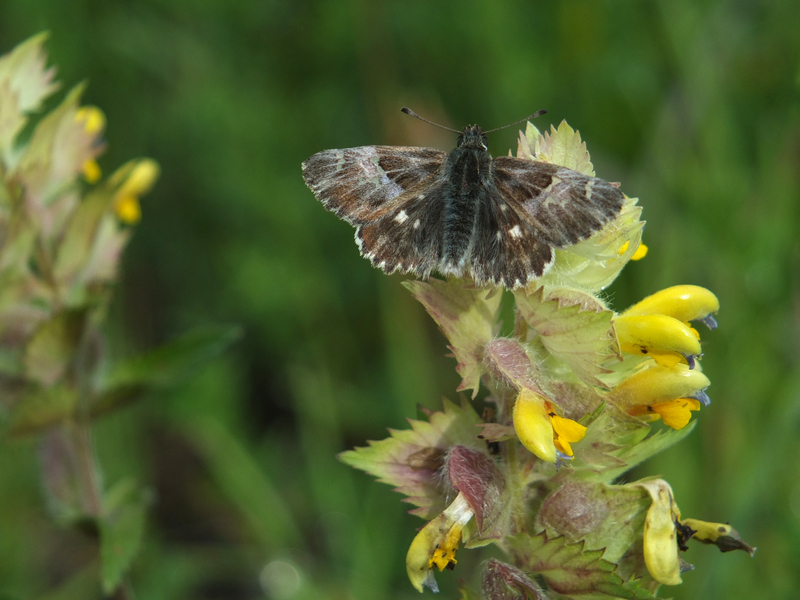
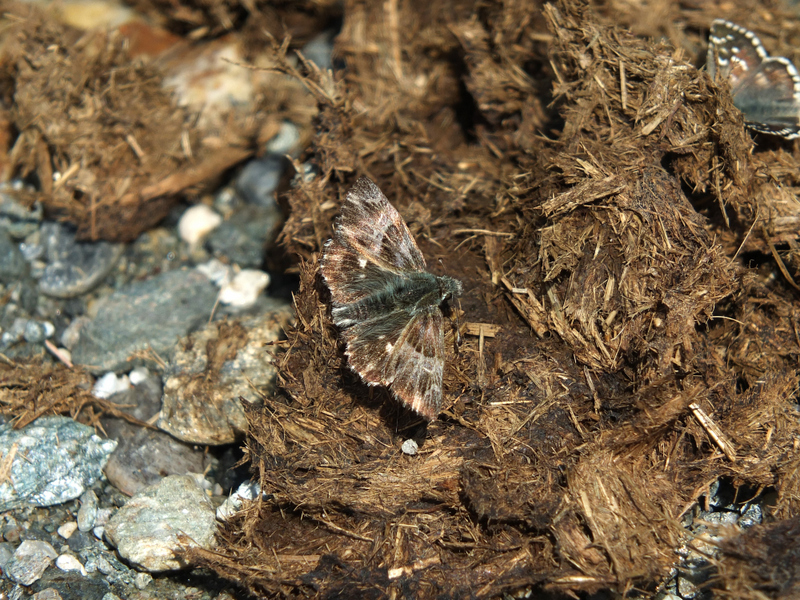
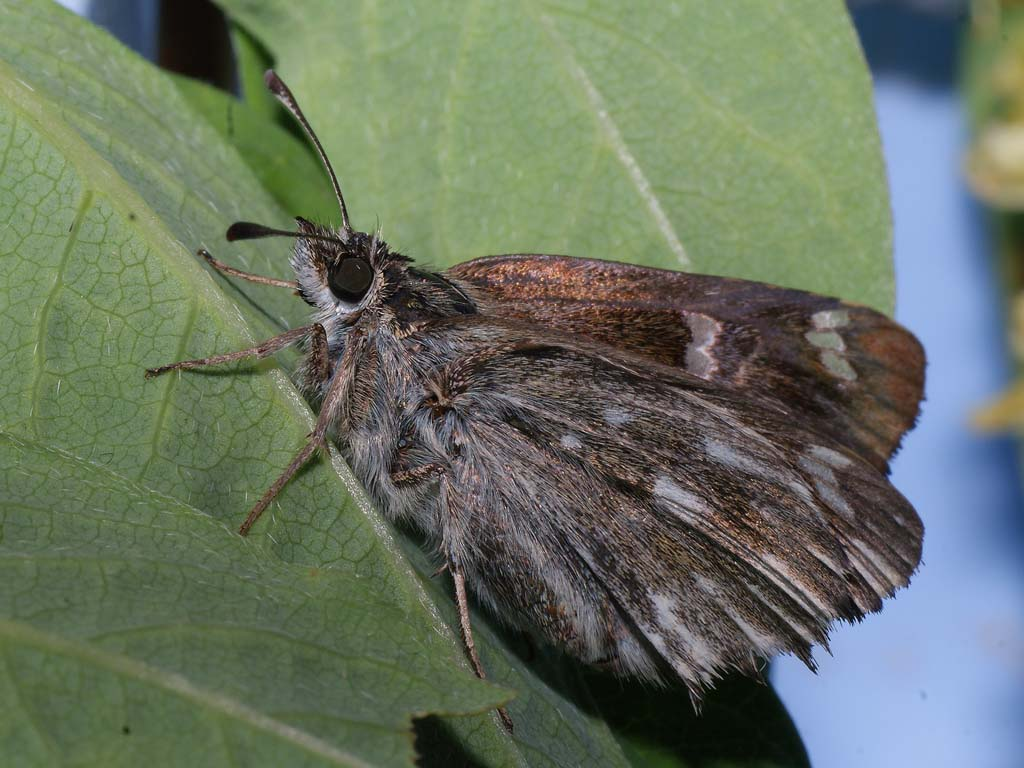
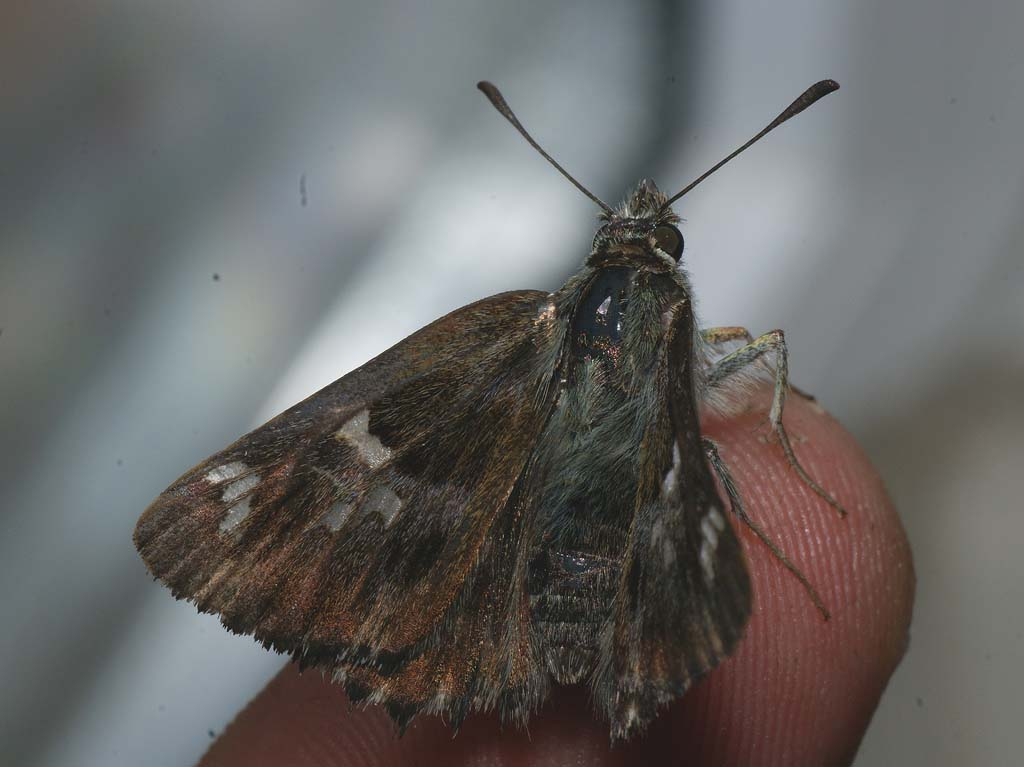

Magyarországon nem védett.